# Gara FIS

Il logo della Federazione Internazionale Sci

Una gara FIS è una competizione sciistica organizzata dalla Federazione Internazionale Sci, ma non facente parte né di un circuito che assegna un trofeo (Coppa del Mondo e circuiti continentali), né dei Mondiali o dei Mondiali juniores. Le gare FIS, oltre a proclamare i vincitori delle singole competizioni, assegnano anche punti validi ai fini del punteggio FIS.

## Descrizione
Poiché è richiesto un punteggio FIS minimo per poter partecipare alle competizioni maggiori, alle gare FIS partecipano soprattutto i giovani sciatori all'inizio della loro attività; vi prendono tuttavia parte anche sciatori già affermati, che le utilizzano ai fini dell'allenamento, o al termine della carriera, specie nel proprio Paese d'origine.
La FIS organizza gare per le seguenti discipline:
- Sci alpino
- Sci di fondo
- Sci di velocità
- Freestyle
- Snowboard
- Sci d'erba

Fino al 2005 c'erano gare FIS anche di salto con gli sci, poi abolite.